# Königs Wusterhausen
Königs Wusterhausen és un municipi alemany que pertany a l'estat de Brandenburg. Limita al nord amb Berlín, al nord-est amb Gosen-Neu Zittau i Spreenhagen, a l'est amb Heidesee, al sud amb Bestensee, al sud-oest amb Mittenwalde i a l'oest amb Wildau i Zeuthen.

## Districtes
| Königs Wusterhausen | 17.148 | 51,1% |
| Diepensee           | 311    | 0,9%  |
| Kablow              | 861    | 2,5%  |
| Niederlehme         | 2.871  | 8,6%  |
| Senzig              | 3.079  | 9,2%  |
| Wernsdorf           | 1.568  | 4,7%  |
| Zeesen              | 4.627  | 13,8% |
| Zernsdorf           | 3.082  | 9,2%  |

## Evolució demogràfica
| Població 1624 a 2008 | Població 1624 a 2008 | Població 1624 a 2008 | Població 1624 a 2008 | Població 1624 a 2008 | Població 1624 a 2008 | Població 1624 a 2008 | Població 1624 a 2008 |
| Any                  | Població             | Any                  | Població             | Any                  | Població             | Any                  | Població             |
| -------------------- | -------------------- | -------------------- | -------------------- | -------------------- | -------------------- | -------------------- | -------------------- |
| 1624                 | 35                   | 1933                 | 5.661                | 1979                 | 13.818               | 1996                 | 17.805               |
| 1643                 | 10                   | 1935                 | 6.000                | 1980                 | 15.896               | 1997                 | 17.547               |
| 1685                 | 40                   | 1939                 | 6.562                | 1981                 | 17.078               | 1998                 | 17.422               |
| 1700                 | 80                   | 1944                 | 8.611                | 1984                 | 18.497               | 1999                 | 17.351               |
| 1750                 | 204                  | 1945                 | 9.000                | 1985                 | 19.111               | 2000                 | 17.262               |
| 1801                 | 302                  | 1946                 | 6.614                | 1987                 | 19.068               | 2001                 | 17.306               |
| 1850                 | 1.000                | 1950                 | 6.846                | 1988                 | 18.888               | 2002                 | 17.247               |
| 1856                 | 1.049                | 1951                 | 8.000                | 1989                 | 18.405               | 2003                 | 32.199               |
| 1875                 | 1.951                | 1964                 | 8.938                | 1990                 | 18.130               | 2004                 | 32.785               |
| 1889                 | 2.334                | 1969                 | 10.280               | 1991                 | 17.795               | 2005                 | 33.092               |
| 1890                 | 2.463                | 1970                 | 10.435               | 1992                 | 17.805               | 2006                 | 33.148               |
| 1909                 | 4.382                | 1971                 | 10.453               | 1993                 | 17.623               | 2007                 | 33.221               |
| 1910                 | 4.568                | 1974                 | 11.825               | 1994                 | 17.542               | 2008                 | 33.416               |
| 1925                 | 5.153                | 1975                 | 11.915               | 1995                 | 17.633               |                      |                      |

## Agermanaments
- Příbram
- Germantown (Tennessee)